# Marcel Barsotti

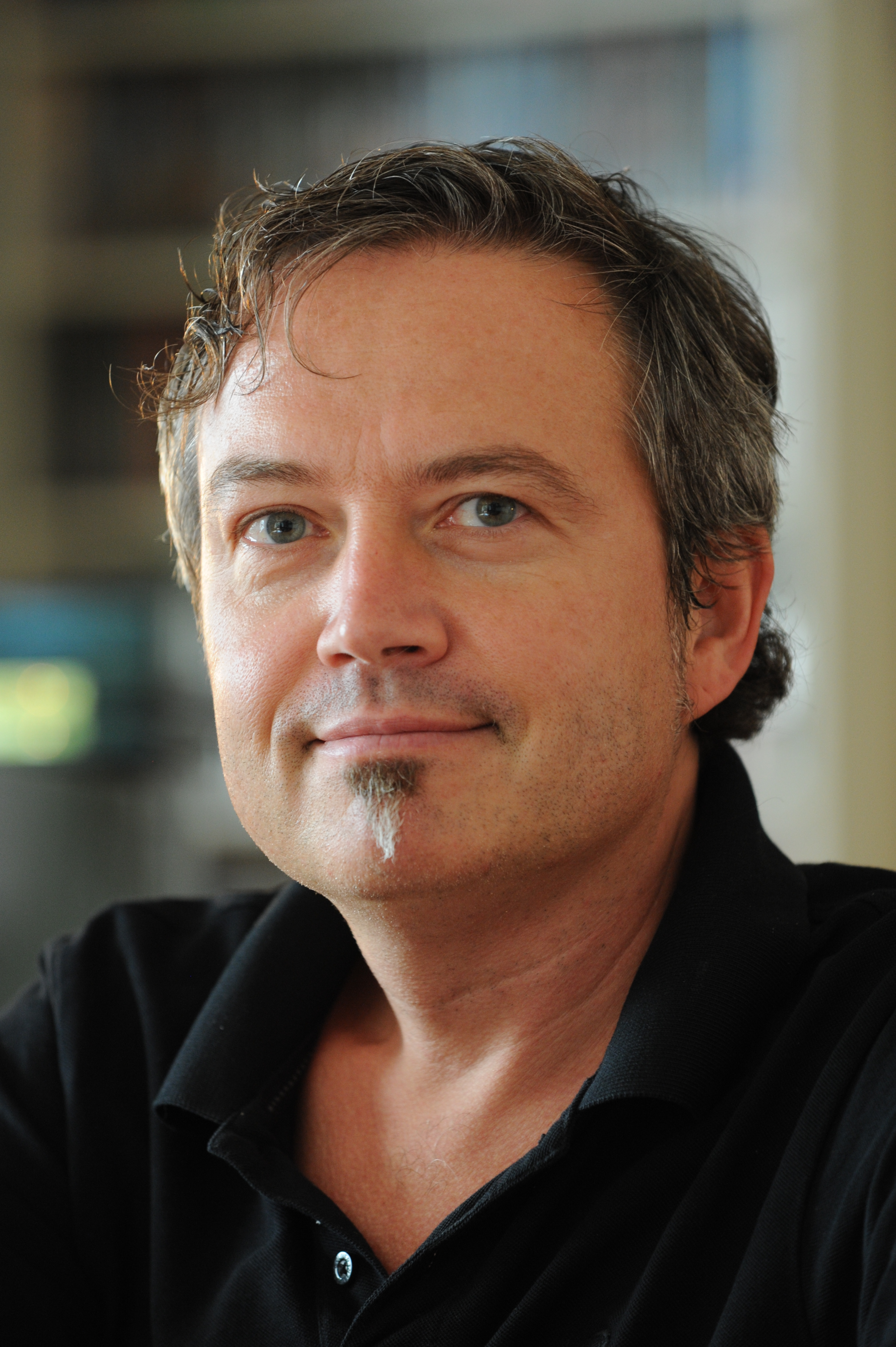
Marcel Barsotti

Marcel Barsotti (* 2. Mai 1963 in Luzern, Schweiz) ist ein Schweizer Filmkomponist.

## Biografie
Barsotti erhielt eine Kompositionsausbildung beim Komponisten und Dirigenten George Byrd. Anschließend studierte er am Richard-Strauss-Konservatorium München und absolvierte eine popmusikalische Ausbildung bei Harold Faltermeyer.
Mittlerweile veröffentlichte er über 90 Kino- und Fernsehfilme, Werbespots, zahlreiche Schallplatten, DVDs und verschiedene Popalben. Im Jahr 2002 veröffentlichte er die erste umfassende Sound Library Ethno World für ethnische Instrumente. Zu seinen großen Erfolgen gehören unter anderem die Filmmusiken zu Die Päpstin, Das Wunder von Bern und Deutschland. Ein Sommermärchen.
Zudem engagiert er sich im Rahmen von Musikfestivals und Filmakademien wie z. B. für die Deutsche Filmakademie und die Akademie für Fernsehen und ist im Leitungsgremium der Deutschen Filmkomponisten Union aktiv. Außerdem hält er Vorträge und bietet Workshops an.
2015 fand im Rahmen des internationalen Filmfestivals Braunschweig eine Retrospektive seines bisherigen Schaffens statt. Zwei seiner Werke, Die Päpstin und Dolphins, wurden dort als Filmkonzerte uraufgeführt.
2017 gründete Barsotti die neue Production Music Company TUNESforMOVIES und wurde für den deutschen Musikautorenpreis nominiert.
Barsotti lebt in Deutschland.

## Auszeichnungen
- 2004: Deutscher Designer Club - Preis in der Kategorie Beste Werbemusik für Credit Suisse
- 2005: Nominierung Deutscher Fernsehpreis für Beste Musik Die Ärztin
- 2005: Nominierung Deutscher Fernsehpreis für Beste Musik Die Rückkehr des Vaters
- 2010: Preis der deutschen Schallplattenkritik für Die Päpstin
- 2010: Hauptpreis in Gold für Die Päpstin beim Park City Film Music Festival (Utah)
- 2010: Nominierung Verband der deutschen Filmkritik für Beste Musik Die Päpstin
- 2011: Hauptpreis in Gold für Das Meer der Frauen beim Park City Film Music Festival[3]
- 2013: Nominierung Deutsche Akademie für Fernsehen für Beste Musik Abschied von Hannah
- 2013: Nominierung Deutscher Fernsehpreis für Beste Musik Der Minister
- 2017: Nominierung Deutscher Musikautorenpreis

## Filmografie (Auswahl)
- 1995: Brüder auf Leben und Tod
- 1998: Für Immer und Immer
- 1998: Sirga – die Löwin
- 1998: Eine Sünde zuviel
- 1998: Mayday, Flug in den Tod
- 1998: Dr. Berg, Nur das Leben zählt
- 1998: Chinadream
- 1998: Das Tor des Feuers
- 1999: Die Angst in meinem Herzen
- 1999: Verfolgt
- 1999: Ein Bär für alle Fälle
- 2000: Dolphins
- 2000: Der Club der grünen Witwen
- 2000: Falscher Verdacht
- 2001: Grüne Wüste
- 2001: Die Jagd auf den Plastiktütenmörder
- 2001: Ein Yeti zum Verlieben
- 2002: Die Novizin
- 2002: Operation Rubikon
- 2002: Liebling, bring die Hühner ins Bett
- 2003: Der Poet
- 2003: Der Freund von früher
- 2003: Weihnachtsmann über Bord
- 2003: Das Wunder von Bern
- 2004: Die Rückkehr des Vaters
- 2004: Die Ärztin
- 2004: Kebab Connection
- 2005: Der Schatz der weißen Falken
- 2005: Wenn der Vater mit dem Sohne
- 2006: Deutschland. Ein Sommermärchen
- 2006: Himmel über Australien
- 2006: Rennschwein Rudi Rüssel 2 – Rudi rennt wieder!
- 2006: Wo ist Fred?
- 2007: Oh Tannenbaum
- 2007: Liebe im Halteverbot
- 2007: Der Mann an ihrer Seite
- 2008: Der Bibelcode
- 2008: Der Seewolf
- 2009: Die Päpstin
- 2009: Ein starkes Team – Die Schöne vom Beckenrand
- 2011: Dann kam Lucy
- 2011: Liebe am Fjord – Das Meer der Frauen
- 2011: Alles was recht ist – Sein oder Nichtsein
- 2011: Oh Shit!
- 2012: Liebe am Fjord – Sog der Gezeiten
- 2012: Tessa Hennig: Elli gibt den Löffel ab
- 2012: Liebe am Fjord – Abschied von Hannah
- 2012: Die Schuld der Erben
- 2012: Jesus liebt mich
- 2013: Der Minister
- 2013: Inspektor Jury – Der Tote im Pub
- 2014: Frauen verstehen
- 2014: Die Hebamme
- 2015: Inspektor Jury – Mord im Nebel
- 2015: Die Udo Honig Story
- 2015: Das goldene Ufer
- 2016: Die Hebamme 2
- 2016: Der Urbino-Krimi: Die Tote im Palazzo
- 2016: Der Urbino-Krimi: Mord im Olivenhain
- 2017: Inspektor Jury – Spielt Katz und Maus
- 2018: Urlaub mit Mama
- 2020: Der Klabautermann